# Comuna Livezile, Alba
Livezile (în maghiară: Úrháza, în germană: Lasslenkirch) este o comună în județul Alba, Transilvania, România, formată din satele Izvoarele, Livezile (reședința), Poiana Aiudului și Vălișoara.

## Demografie
Componența etnică a comunei Livezile
     Români (89,34%)
     Alte etnii (0,67%)
     Necunoscută (9,99%)
Componența confesională a comunei Livezile
     Ortodocși (88,86%)
     Alte religii (1,15%)
     Necunoscută (9,99%)
Conform recensământului efectuat în 2021, populația comunei Livezile se ridică la 1.041 de locuitori, în scădere față de recensământul anterior din 2011, când fuseseră înregistrați 1.192 de locuitori. Majoritatea locuitorilor sunt români (89,34%), iar pentru 9,99% nu se cunoaște apartenența etnică. Din punct de vedere confesional, majoritatea locuitorilor sunt ortodocși (88,86%), iar pentru 9,99% nu se cunoaște apartenența confesională.

## Politică și administrație
Comuna Livezile este administrată de un primar și un consiliu local compus din 9 consilieri. Primarul, Horațiu-Nicolae Han[*], de la Partidul Național Liberal, este în funcție din 2016. Începând cu alegerile locale din 2024, consiliul local are următoarea componență pe partide politice:
|  | Partid                    | Consilieri | Componența Consiliului | Componența Consiliului | Componența Consiliului | Componența Consiliului | Componența Consiliului | Componența Consiliului | Componența Consiliului |
|  | ------------------------- | ---------- | ---------------------- | ---------------------- | ---------------------- | ---------------------- | ---------------------- | ---------------------- | ---------------------- |
|  | Partidul Național Liberal | 7          |                        |                        |                        |                        |                        |                        |                        |
|  | Partidul Social Democrat  | 2          |                        |                        |                        |                        |                        |                        |                        |

## Atracții turistice
- Biserica ortodoxă "Adormirea Maicii Domnului" din satul Livezile, construită în anul 1611
- Schitul "Nașterea Sfântului Ioan Botezătorul" din Livezile
- Rezervația naturală "Cheile Vălișoarei" (20 ha)
- Rezervația naturală "Cheile Plaiului" (2 ha)
- Trasee montane "Munții Trascăului"